# Baronetti Osborn

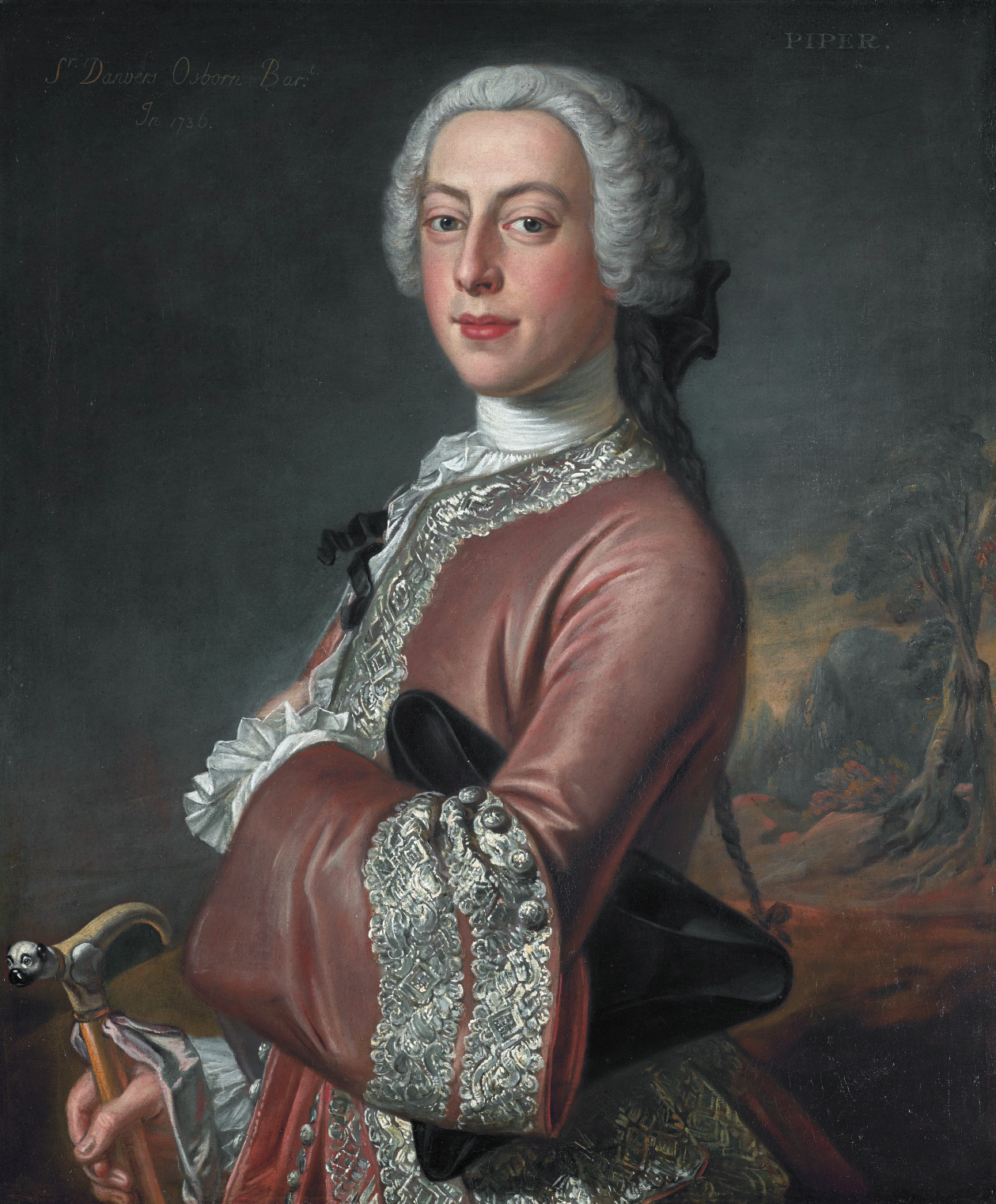
Danvers Osborn, III baronetto

Baronetto Osborn è il titolo concesso alla famiglia Osborn tra i baronetti d'Inghilterra.

## Storia
Originariamente Osborne, poi baronetti Osborn, di Chicksands nella contea di Bedford, ottennero il titolo di baronetti l'11 febbraio 1662 con John Osborne, poi Remembrancer del Tesoro dal 1674 al 1698. Il titolo venne concesso in riconoscenza alle sofferenze patite dalla famiglia Osborne per il suo supporto a Carlo I d'Inghilterra.
Osborn era figlio di sir Peter Osborne, Governatore del Guernsey, pronipote di Peter Osborne, che acquisì quella che poi divenne la sede della famiglia, Chicksands Priory, nel 1576 e fu Remembrancer of the Treasury sotto Enrico VIII, Keeper of the Privy Purse sotto Edoardo VI e Commissioner of Ecclesiastical Affairs sotto Elisabetta I.
Dorothy Osborne (1627-1695) era figlia di sir Peter Osborne e sorella del primo baronetto. Fu combinato il suo fidanzamento con Henry Cromwell, figlio di Oliver Cromwell, come pure le vennero fatte pressioni affinché sposasse suo cugino Thomas Osborne, I duca di Leeds, ma finì per sposare sir William Temple, I baronetto. La corrispondenza tra Dorothy e William durante la loro lunga separazione è celebre.
Il III baronetto, Sir Danvers Osborn, era figlio di John Osborn, primogenito del II baronetto, che alterò lo spelling del cognome della famiglia in Osborn per evitare confusione con la famiglia Osborne che aveva ottenuto la baronia di Kiveton nel 1620 ed era poi giunta al titolo di duca di Leeds. Fu governatore di New York e membro del parlamento per la costituente di Bedfordshire. Il IV baronetto fu generale del British Army e parlamentare per Northampton, Bossiney, Penrhyn e Horsham nella camera dei comuni- Il V baronetto fu membro del parlamento per quattro costituenti e prestò servizio come Lord dell'Ammiragliato sotto il governo del conte di Liverpool.

## Baronetti Osborne, poi Osborn, di Chicksands (1662)

Stemma dei baronetti Osborn, di Chicksands

- John Osborne, I baronetto (c. 1615–1699)
- John Osborne, II baronetto (c. 1650–1720)
- Danvers Osborn, III baronetto (1715–1753)
- George Osborn, IV baronetto (1742–1818)
- John Osborn, V baronetto (1772–1848)
- George Robert Osborn, VI baronetto (1813–1892)
- Algernon Kerr Butler Osborn, VII baronetto (1870–1948) 
  - Cap. Peter Stanley Howard Osborn (20 agosto 1912 – 4 febbraio 1944)
- Danvers Lionel Rouse Osborn, VIII baronetto (1916–1983)
  - Peter Robin Danvers Osborn (23 agosto 1954 – 26 dicembre 1954)
- Richard Henry Danvers Osborn, IX baronetto (n. 1958)

Attualmente non vi sono eredi al titolo.